# Аксёнов, Павел Николаевич
Па́вел Никола́евич Аксёнов (1902, Липна, Владимирская губерния — 16 декабря 1975, Москва) — советский учёный-металлург, доктор технических наук, профессор; лауреат Сталинской премии, Заслуженный деятель науки и техники РСФСР.

## Биография
Родился 31 декабря 1902 года[по какому календарю?] в семье инженера-механика Николая Павловича Аксёнова, в деревне Липна Московской губернии.
В 1925 году окончил механический факультет МВТУ. Ещё студентом, одновременно с учёбой, он работал техником-конструктором в Московской проектной конторе Днепростроя. После окончания МВТУ работал инженером в институте «Оргметалл», на заводе «Динамо», в ЦНИИТмаше. В 1931 году по мобилизации ВСНХ был переведён во вновь организованный трест Союзформолитьё — заведующим конструкторского бюро машин литейного производства.
В 1932—1935 и 1936—1942 гг. — доцент МММИ им. Н. Э. Баумана; Кандидат технических наук с 1938 года.
С 1942 года доцент, а с 1943 года до своей смерти — заведующий кафедрой «Машины и технология литейного производства» МАМИ; с 1944 года — доктор технических наук, профессор.
Умер в Москве 16 декабря 1975 года после тяжелой и продолжительной болезни. Похоронен на Введенском кладбище (23 уч.).

## Награды
- Сталинская премия 1952 года. Заслуженный деятель науки и техники РСФСР.
- В 1961 году был награждён орденом Ленина и почётным знаком «Отличник Высшей школы».

## Научная деятельность
Первая научная работа была напечатана Аксёновым в 1926 году в журнале «Вестник инженеров», в ней теоретически обосновывался графический метод шихтовки, в то время совершенно новый. В своей научной работе он продолжал дело, начатое его отцом, вместе с которым был автором двухтомного учебника «Оборудование литейных цехов», выдержавшего 5 изданий, и который в 1952 году был удостоен Государственной премии СССР.
П. Н. Аксёнов — автор 39 статей и 12 монографий, учебников и учебных пособий. Некоторые из них были переведены и изданы за рубежом. В числе его публикаций:
- Земледел литейного цеха. — Москва ; Ленинград : Онти. Глав. ред. лит-ры по чёрной металлургии, 1936 (М. : 1 журн. тип. Онти). — 158 с., 2 с. объявл. : ил. — (Технический минимум).
  - 3-е изд., доп. и перер. — Москва ; Ленинград : Машгиз, 1939. — 184 с. : ил., черт. — (Технический минимум).
- Литейное производство : [учебник для машиностроительных техникумов]. — Москва ; Ленинград : Машгиз, 1941 (Ленинград). — 500 с.: ил. и черт.
  - 3-е изд. — Москва : Машгиз, 1950. — 552 c. с ил., 2 л. черт. — Библиогр. в конце глав. — 10000 экз.
- Формовочное дело : учеб. пособие для ремесл. и ж.-д. училищ / П. Н. Аксенов, проф. д-р техн. наук ; Гл. упр. труд. резервов при Совете Министров СССР. — Москва : изд-во и 1-я тип. Машгиза, 1946 (Ленинград). — 204 с. : ил.
  - 3-е изд., перераб. и доп. — Москва : Машгиз, 1954. — 291 с.: ил.
- Расчеты основных видов литейного оборудования. — Москва : изд-во и 1-я тип. Машгиза, 1947 (Ленинград). — 99 с.: черт.
- Оборудование литейных цехов: [Учебник для втузов] / проф. д-р техн. наук Аксенов Н. П. и проф. д-р техн. наук Аксенов П. Н. — Москва : изд-во и 1-я тип. Машгиза, 1949—1950 (Ленинград). — 2 т.
- Конструктивные чертежи формовочных и стержневых машин: Атлас : [Учеб. пособие для машиностроит. вузов] / П. Н. Аксенов, С. З. Столбовой. — Москва : Машгиз, 1952. — III, 184 с.
- Formierstwo / prof. P. N. Aksionow ; Przekł. mgr. inż. K. Bosiacki, mgr. inż. Z. Lenartowicz. — Warszawa : Państwowe wyd-wa szkolnictwa zawodowego, 1952. — 339 с.: ил.
- Öntvények gyártása / P. N. Akszenov ; Ford. Feith István [é. m.]. — Budapest: Nehézipari könyvkiadó, 1952. — 672 с., 1 л. ил.
- Ausrüstung von Giessereien / Prof. Dr. techn. Wiss. N. P. Aksjonow und Prof. Dr. techn. Wiss. P. N. Aksjonow ; Übers. Dipl.-Ing. Hermann Farsky. — Berlin: Technik, 1952—1953.
- Odlewnictwo. T. 2. Topienie i odlewanie / P. N. Aksjonow ; Tłum. ... mgr inż. W. Markowicz. — Warszawa : Państw. wyd-wa szkolnictwa zawodowego, 1953. — 370 с.: ил.
- Tehnologia formării: Trad. din limba rusă / P. N. Axenov. — Bucureşti : Ed. tehnică, 1953. — 222 с.: ил.
- Turnătoria: Trad. din limba rusă / P. N. Axenov, prof. dr. în ştiinţe tehnice. — Bucureşti: Ed. tehnică, 1953. — 482 с., 2 л. черт.: ил.
- Технология литейного производства: [Учебник для техникумов]. — Москва: Машгиз, 1957. — 664 с.: ил.
- Некоторые вопросы теории машин литейного производства. — Москва : Машгиз, 1962. — 232 с.: ил.
- Wybrane zagadnienia z teorii maszyn odlewniczych / Prof. dr. P. N. Aksjonow ; Przetłum. z języka ros. mor. inż. Adam Gierek. — Katowice : Śląsk, 1965. — 241 с.: ил.
- Машины литейного производства : атлас конструкций : [учебное пособие для машиностроительных специальностей вузов] / П. Н. Аксенов, Г. М. Орлов, Б. П. Благонравов. — Москва : Машиностроение, 1972. — 152 с. : черт. — 12000 экз.